# Він (грузинська літера)
Він (ვინი) — шоста літера грузинської абетки.
Приголосна літера. Вимовляється як дзвінкий губно-зубний фрикативний [v] (українська фонема /в/). За міжнародним стандартом ISO 9984 транслітерується як v.

## Історія
| Асомтаврулі | Нусхурі | Мхедрулі |
| ----------- | ------- | -------- |
|             |         |          |

## Юнікод
- Ⴅ : U+10A5
- ვ : U+10D5